# Vassil Iermílov
Vassil Iermílov (21 de març de 1894, Khàrkiv — 6 de gener de 1968, Khàrkiv) — pintor, disenyador, artista grafic, monumentalista ucraïnes, un dels representants mes destacats de la avantguarda ucraïnesa. Fou deixeble de Ladislav Trakal (1873—1951), membre de grups Blakitna Linia Línia Blava (Блакитна лінія), Budiac Carduus (Будяк) durant els anys 1913–1914 роках, grup Soiuz Semi Unió dels Set (Cоюз семи) des de 1917, Assotsiatsia revolutsiynoho mystetstva Ucrainy Associació de l'art revolucionari d'Ucraïna (Асоціації революційного мистецтва України) durant els anys 1927–1932 com també Kharkivska orhanizatsia Spilki khudojnykiv Ucrainy Secció de Kharkiv d'Unió d'artistes d'Ucraïna (Харківської організації Спілки художників України) des de 1939.

## Biografia
Va néixer el 9 de març [21] de 1894 a Khàrkiv. El 1905–1909, va estudiar al taller educatiu i artesà de pintura decorativa de Kharkiv amb Ladislav Trakal (1873—1951), el seu principal professor. Com diria més tard el seu amic Boris Kosarev: "Trakal ens ho va donar tot... Tot!". El 1910–1911 —a l'Escola d'Art de Kharkiv amb Mitrofan Fedorov, el 1913–1914 — a l'estudi privat d'E. Shteinberg, O. Grot, el 1913 — a l'Escola de Pintura, Escultura i Arquitectura de Moscou, el 1912 — 1913 — a l'estudi Ilya Maixkov, Peter Kontxalovsky a Moscou.
Als anys 1919-1920, va pintar per a "Vikna Ukrosta". El 1920, va dirigir els tallers de pintura de la Planta d'Indústria Artística de Kharkiv; entre 1920 i 1921: el departament d'art de l'Oficina d'Ucraïna de l'Agència Telegràfica Russa. El 1921-1922 va ensenyar a l'Escola Tècnica d'Art de Kharkiv, els anys 1922-1935 i 1963-1967 a l'Institut d'Art de Kharkiv. Isak Hotinok fou un dels seus estudiants. Col·labora amb el diari "Doba Konstruktsii" i les revistes "Materials Artístics de l'Avantguarda" i "Art Nou".
El 1949, Iermílov va ser expulsat de la Unió d'Artistes per "cosmopolitisme", però la decisió va ser posteriorment anul·lada.
Va morir a Khàrkiv el 6 de gener de 1968. Va ser enterrat a Kharkiv al cementiri #2 de la ciutat 

## Referènсies
https://esu.com.ua/search_articles.php?id=20014